# Kislaki (rejon krasninski)
Kislaki (ros. Кисляки) – wieś (ros. деревня, trb. dieriewnia) w zachodniej Rosji, w osiedlu wiejskim Mierlinskoje rejonu krasninskiego w obwodzie smoleńskim.

## Geografia
Miejscowość położona jest nad Wstiesną, 4,5 km od drogi federalnej R135 (Smoleńsk – Krasnyj – Gusino), 4 km od centrum administracyjnego osiedla wiejskiego (Mierlino), 9 km od centrum administracyjnego rejonu (Krasnyj), 39 km od Smoleńska, 22 km od najbliższej stacji kolejowej (Gusino).
W granicach miejscowości znajdują się ulice: Zariecznaja, Zielonaja.

## Demografia
W 2010 r. miejscowość liczyła sobie 10 mieszkańców.